# ラブレター (2008年のテレビドラマ)
『ラブレター』は、2008年11月24日から2009年2月20日まで放送されたTBS系列の愛の劇場枠の昼ドラである。全60話。

## 概要
本作は愛の劇場40周年記念番組となる。小豆島を舞台に、施設に預けられていた聴覚障害を持つ少女がさまざまな出会いを重ね、家族の絆や友情、そして忘れられない初恋を通して大人へと成長していく15年間の姿を描く。
時代設定は、1993年〜2009年春までの3部構成となっており、1〜10話が小学生時代、10話終盤〜35話が中高生時代、35話終盤〜最終話までが大人時代となっている。
鈴木亜美の昼ドラマ初主演作品。鈴木は、2001年に『新・星の金貨』で言葉と聴覚が不自由な主人公に内定しながら降板しており、7年越しの聴覚障害者役の再チャレンジとなった。

## 登場人物

### 主要人物
田所 美波
演 - 松嶋友貴奈（小学生時代）→山下リオ（中高生時代）→鈴木亜美（大人時代）
本作の主人公。海司の妻。生まれつき耳が聞こえず、発声をからかわれた経験から声を発しようとしない少女。高松の児童養護施設から里子として小豆島の兼松家に引き取られたが、当初は短期間で島を出て東京にいると思われる母を探すつもりだった。小豆島ではその後の人生に大きく影響を与える海司、陸の2人と出会い、他の3人の同級生や周囲の人の支援で中学まで島で暮らす。耳の治療と実母・遥と暮らすため高校進学を機に島を離れ上京。絵本作家を志したため、高校卒業後も島には戻らず東京の美大に進学する。海司が失踪してからは絵を描く情熱を失い、卒業後は図書館に勤めている。陸との破談と自分が描いたイラストを稲葉に盗用されたことが重なり、失意のどん底にいたが、島まで美波を探しにきた海司の励ましで再び夢を目指し、2008年冬、ようやく絵本出版を実現させる。その後、里親・久美子の遺した言葉から、後悔しないためにも自分の気持ちを海司に正直に伝え、気持ちに区切りをつけて新たな一歩を踏み出す決意をした。しかし後日、自身が勤める図書館にやってきた海司からプロポーズされ、2009年春に結婚する。
なお本編では、手話または筆談で会話するため言葉は発さないが、当時を回顧し独白する形式で鈴木が全話を通してナレーションをしている。
塚越 海司
演 - 桑代貴明（小学生時代）→村上一志（中高生時代）→田中幸太朗（大人時代）
美波の夫にして同級生。小豆島に転居した美波に初めて寄り添って美波に音の世界を教える。小学生時代は、島の子となれるように同級生の先頭に立って美波の味方になる。美波の高松ろう学校転校騒動を機に、いつでも自分を呼べるようにとホイッスルを渡し、ずっと一緒にいることを約束する。中学・高校生時代は剣道部所属。高校卒業後、実家のオリーブ園を手伝いながら、家計を支えるために高松の建設現場で働いていたが、美波の個展当日に現場で事故が発生、慕っていた先輩・良平が自分を庇って亡くなってしまう。その自責の念から美波や島の人々の前から姿を消し、東京で良平の代わりに真由美・健太親子を支えるようになる。病気の健太の手術費用を作る為に「永遠（とわ）」の源氏名でホストの道へ進み、5年間で7000万円を作る。健太の病状が悪化すると、家族や島の人々に嘘の理由で借金を頼みに回るが、勝以外には誰にも相手にされないまま帰京。東京で借金のあても無いことから再度島に戻り、美波と陸の後押しを受けて家族に真実を全て話すと、清二が残りの3000万円を用立てた。そして健太の手術のために真由美・健太とともに2007年冬に渡米し、1年後に小豆島に帰郷。渡米前に真由美との結婚を決めていたが、美波の描いた絵本を見て、改めて美波に対する気持ちに気付く。真由美との別れを決断するが、全てを悟っていた真由美から別れを告げられ、美波からも別れを告げられた。その後美波の勤め先の図書館で手話でプロポーズし、2009年春に結婚する。
小金井 陸→湊 陸
演 - ルウク（小学生時代）→井澤勇貴（中高生時代）→坂本爽（大人時代）
美波の同級生。小学校4年生の時、喘息の転地療養のために東京から小豆島に転校してきた。中学3年の時、高校進学のために東京に戻る。高校時代は遅れて上京し、東京の生活に慣れない美波の話し相手になり、美波が絵画の道に進むきっかけを作っている。高卒後は医大に進学し、父・良晴が院長を務める病院の研修医になった。ドイツへの留学を考えている。
越智 陽子
演 - 山谷花純（小学生時代）→剛力彩芽（中高生時代）→金子さやか（大人時代）
美波の同級生。醤油工場の娘。小学生時代から歌がうまい。高校入学後、雑誌の読モになり月1ベースで上京して美波や陸と会い、高校卒業後に本格上京。25歳の時点では外資系企業でOLをしている。海司のホスト転身を最初にキャッチし、千絵と共にホストクラブを訪れ、海司本人であることを確かめている。
三木 勝
演 - 下山葵（小学生時代）→松川尚瑠輝（中高生時代）→長部努（大人時代）
美波の同級生、且つ海司の親友。そうめん工場の息子。中学・高校生時代は剣道部所属。美波に惚れているが海司と美波の仲を心配している。海司が真実を隠したまま島の人々から健太の治療費を借金にまわった時には、たった一人100万円を貸すなど海司を信頼している。
野々村 千絵→三木 千絵
演 - 朝日梨帆（小学生時代）→宮澤佐江（当時AKB48）（中高生時代）→荻野なお（大人時代）
美波の同級生。佃煮屋の娘。高校時代に海司のことが好きになり、その思いをぶつけたが振られた。25歳で勝と結婚。

### 美波の家族

#### 兼松家
美波を里子として養育した家族。わずか5年の同居だったが、美波の人生に大きな影響を与え、上京して実母と同居後も「島の親」として美波と接している。
兼松 久美子
演 - 粟田麗
美波の里親。ひとり娘を事故で亡くした過去を持つ。学生時代、手話を学んだことがあり、家族の中で最初に美波と手話を交わした。2007年、良性腫瘍の摘出手術をするが、その後の検査で既に手の施しようのない状態でガンが見つかる。美波の絵本出版を見届けて、2008年冬に亡くなる。裕一と結婚する時に英治から贈られた真珠のネックレスと病室で撮影したビデオレターを美波に遺していた。
兼松 裕一
演 - 布川敏和
美波の里親。兼松家に入り婿し、義父とともに漁師。最初は美波を思うあまり親馬鹿になったが、次第に美波の幸せを願う良き父へと変わり、習得する手話も増やしていく。久美子の病気を機に、任せきりだった家事を代わりにするようになる。
兼松 英治
演 - 左とん平
久美子の父親。最初は里子として美波を迎えることに反対していたが、美波が本当の家族の一員となってからは孫を溺愛する好々爺に。

#### 田所家
田所 遥
演 - 井上晴美（回想：高橋慶子）
美波の実母。美容院の店長。17歳で結婚し美波を出産するが養育がままならずに施設に美波を預けた。そのことをずっと後悔し続け、娘と会話ができるように手話も習得した。美波の15歳の誕生日に美波の前に現れ、美波の中学卒業後、東京で美波と暮らす。同居当初は美波に気を遣って関係がギクシャクしたが、本音を語りあって、徐々に実母らしく接するようになる。美波の大学生時代に栗橋と再婚、その後、夫の赴任先の名古屋に移住。

### 海司の家族
塚越 隼人
演 - 谷山毅（小学生時代）→川口翔平（中高生時代）→上鶴徹（大人時代）
海司の弟。教師になる夢を抱き、大阪の大学に進学するが、海司の失踪により退学し帰郷。その後は海司に代わり、オリーブ園を手伝っている。
塚越 成美
演 - 円城寺あや
海司の母親。自宅で定食屋「つかこし」を経営。
塚越 清二
演 - おかやまはじめ
海司の父親。曾祖父の代から続くオリーブ園の4代目。

### 岩村家
岩村 真由美
演 - 木内晶子
良平の妻。東京で健太と二人暮らし。健太の治療費のために高松に出稼ぎしていた良平が亡くなった後は海司に支えられている。海司が昔好きだった女性が美波だと知り、一度は突き放すが、一生そばにいるという海司を受け入れる。しかし健太の病状の悪化と、海司の心がまだ美波にあるのではという不安から、しだいに海司との結婚を考えるようになる。その後健太の手術のために渡米し、帰国後は海司・健太とともに島にやってくる。渡米前に記入した婚姻届を提出するつもりでいたが、それに迷いが生じていた海司の姿と美波の絵本を見て、健太と二人で生きていくことを決め、島を去った。
岩村 健太
演 - 澁谷武尊（4歳：長島暉実）
良平・真由美の息子。拡張型心筋症の病を抱えている。良平の死後、海司を父親のように慕っている。また図書館で出会った美波と仲良くなるために手話を覚え始める。一時は病状が悪化したが、2007年に渡米し、心臓移植の手術を受ける。渡米前に3人で一緒にいられる魔法として美波から渡されたホイッスルを海司に返し、島を去った。
岩村 良平
演 - 大沢健
健太の治療費を稼ぐために、高松の建設現場で働いていた出稼ぎ労働者。同じ現場の海司を弟のように思っていた。2002年1月、現場に忘れた美波の絵本を取りに戻った海司を庇って、落下してきた鉄材の下敷きになり命を落とす。

### その他
黒川 正吉
演 - 崎山凛
小豆島のフェリー船員。

### ゲスト
小学生時代
- 前田彰文 - ヨシダ朝
児童養護施設職員。島外への脱走騒動を起こした美波を施設へ戻そうとする。
- 加藤校長（美波たちの小学校の校長） - 加藤四朗
- 兼松真美（兼松夫婦の亡くなった娘） - 石井心愛 ※スチールのみ

小〜中学生時代
- 結城妙子 - 香子
美波たちの小学校の担任。手話を交わすことができる。
- 小金井恵美→湊恵美 - 松岡由美 ※大人時代にも登場
陸の母親。学習遅延の原因として、美波の高松のろう学校への転校を小学校の保護者会で述べ、海司を先頭に同級生全員が学校に駆けつける騒動となる。
- 越智真紀子（陽子の母親） - 立原麻衣

中高生時代
- 藤田芳雄（美波たちの中学校の担任） - 田中啓三
- 並木敦子（海司を好きなことから美波にキツくあたる同級生） - 梶原ひかり
- 三国悠子 - 中丸シオン
陸の東京での行きつけの喫茶店のオーナー。後に上京したての美波をアルバイトに雇い、美波の絵本作家志望のきっかけをつくる。
- 生徒（陽子に恋する男子生徒） - 藤村直樹
- 医師 - 新井量大
- 漁師 - 加藤一裕
- 耳鼻科医（美波の耳の手術を担当する医師） - 李鐘浩
- 佐山晶（美波の聾学校のクラスメート） - 日和佑貴
- 真奈美（同上） - 津田絵理奈
- エリ（同上） - 久保香菜子
- 小田切紀子（美波が通う聾学校の教師） - 南瑠霞
- 自転車の女性 - 深沢エミ
- 美容室スタッフ - 小野村麻耶
- 看護師 - 勝俣幸子

大人時代
- 江里子（美波の大学時代の同級生） - 田口寛子
- 真澄（同上） - 所里沙子
- 佐々木翔太 - 北条隆博
美波の大学時代の先輩。美波と親密なのを見て、海司や陽子が美波の新たな恋人と誤解する。
- カフェバー店員 - 藏内秀樹
- 栗橋敦 - 若杉宏二
遥の再婚相手で、美波の継父。美波から家に連れ出され、美波より遥との再婚を薦められた。
- 勧誘の男 - 寺井清隆
- 小山佐智代（美波と同じ図書館で働く年配女性） - 中田優子
- 蓮（海司の後輩ホスト） - 川村亮介
- 聖也（No.1ホスト） - 佐藤晴彦
- ホスト - 植田健、YUGA
- 可菜（知香にいじめられているところを健太が助けた女の子） - 稲垣鈴夏
- 知香（可菜をいじめていた女の子） - 有田斐香
- 川村正典（健太の担当医師） - 菊地一浩
- 作業員 - 山内ツトム
- 湊良晴 - 須永慶
陸の父親。陸と美波の結婚に反対し、美波に直接、陸と別れることを薦めた。
- 稲葉博 - 池田貴宏
イラストレーター。美波が作画した絵を自分の作品として剽窃した。
- 千晶 - 佐藤夏瞳
陸が図書館に連れてきた耳の聞こえない少女。美波が手話で自分が著した本を薦めた。
- 看護師 - 真
- 出版関係者 - 丹下一
- 司会者（美波の絵本出版記念パーティーの司会者） - 藤田三三三
- 牧師（美波・海司の結婚式の牧師） - 佐々木省三

## スタッフ
- 企画 - 橋本孝、福士洋通（TBS）
- 脚本 - 藤井清美（第1、3、8、10、12週）、渡辺啓（第2、4、7、11週）、松田裕子（第5、6、9週）
- 音楽 - 遠藤浩二
- 技術 - 松岡良治
- VE - 青木孝憲
- 撮影 - 関毅、山崎秋夫、桑澤孝博、寺田将人
- CA - 中村純一、高木裕章
- 照明 - 平岡将仙、浅田和男、清喜博二、太刀川宏之
- 音声 - 平井秀知、那須敏洋、中村徳幸、高木加織
- 音響効果 - 小山秀雄
- 編集 － 髙池徹、紀伊正志、村松智美
- MA - 右田安昌、横田良孝
- タイトルバックCG - 本田貴雄
- TM - 平木美和
- 美術プロデューサー - 小林民雄
- 美術デザイン - 清水袈裟寿
- 美術制作 - 矢部香苗、山口佳奈
- 装飾 - 松宮廣之、宮代政明、山本直樹、管野吉則
- 装置 - 小原翔
- 操作 - 田中裕二
- 電飾 - 井上昇
- 建具 - 阿部英之
- 植木 - 石灰未展
- 衣裳 - 斉藤ますみ、柴原五月子、加藤麻乃
- 持道具 - 長倉由依
- ヘアーメイク - 清田恵子、石川尋美
- 車輌 - 近藤匡央、高田錠一、田村直之、安富睦雄
- 手話指導 - 手話あいらんど
- 方言指導 - 寺井清隆
- 医療指導 - 浮山越史
- マンガ - 小石川カナリ
- 美波イラスト - 高橋詠子
- 絵本・ピープショー提供 - 吉田稔美
- 雑誌イラスト - AN-CO、ササタツヤ、木村文香
- 個展イラスト - MYNKS
- 美波ポスター - はしあさこ
- 番組宣伝 - 井田香帆里
- スチール - 西園雄祐
- 演出補 - 浜弘大、大川慎治
- 記録 - 浦川友紀、加藤彩
- 制作 - 倉又由一、小合智宏、高尾香織
- 制作デスク - 高梨友紀子
- プロデューサー補 - 塩村香里
- プロデューサー - 加藤章一、新井順子
- 演出 - 田沢幸治（第1、3、5、8、12週）、松田礼人（第2、4、6週）、森永恭朗（第7、10週）、高野英治（第9、11週）
- 協力 - 東京都聴覚障害者連盟、香川県ろうあ協会
- ロケ協力 - 香川県小豆島町、土庄町、鹿島荘グループ、瀬戸内観光汽船、香川フィルムコミッション、千葉県南房総市、館山市、館山市布良漁業協同組合、館山市相浜漁業協同組合、東京都福生市、福生市立中央図書館、二十四の瞳映画村、平和不動産、シーサイドウェディング リビエラ
- 技術協力 - 東通
- 美術協力 - アックス
- 音楽協力 - 日音
- スタジオ - 緑山スタジオ・シティ
- 製作 - ドリマックス・テレビジョン、TBS

## 主題歌
- 『音のない世界』

作詞：akko/作曲・編曲：松浦友也/歌：MY LITTLE LOVER（OORONG RECORDS）

## 放送日程
| 話数   | 第1週〜第4週   | 話数   | 第5週〜第8週   | 話数   | 第9週〜第12週  |
| ------ | -------------- | ------ | -------------- | ------ | -------------- |
| 第1話  | 初恋の始まり   | 第21話 | 遠距離恋愛     | 第41話 | 5年間の空白    |
| 第2話  | 神様のイジワル | 第22話 | 母と娘の衝突   | 第42話 | 意地悪な運命   |
| 第3話  | 夏祭りの脱走   | 第23話 | 待ち遠しい再会 | 第43話 | 忘れられない人 |
| 第4話  | 大好きな小豆島 | 第24話 | 忘れられない夏 | 第44話 | 切ない偶然     |
| 第5話  | 秘密の島の約束 | 第25話 | 届かない想い   | 第45話 | 衝撃の誕生日   |
| 第6話  | 友だちの裏切り | 第26話 | 解けない誤解   | 第46話 | 近くて遠い存在 |
| 第7話  | 涙の授業参観   | 第27話 | 誕生日の告白   | 第47話 | 5年ぶりの帰郷  |
| 第8話  | 初めての贈り物 | 第28話 | 会えない切なさ | 第48話 | 島を捨てるとき |
| 第9話  | 運命のいたずら | 第29話 | 世界で一番好き | 第49話 | 秘密の過去     |
| 第10話 | お前の耳になる | 第30話 | 初めて過ごす夜 | 第50話 | 5年前の真実    |
| 第11話 | 初恋の予感     | 第31話 | 夢と現実の間   | 第51話 | プロポーズ     |
| 第12話 | 胸騒ぎの夏祭り | 第32話 | 越えられない壁 | 第52話 | 伝えたい想い   |
| 第13話 | 切ない相合い傘 | 第33話 | 涙のクリスマス | 第53話 | 涙の決断       |
| 第14話 | すれ違う気持ち | 第34話 | 初恋が終わる時 | 第54話 | 優しいぬくもり |
| 第15話 | 初めての告白   | 第35話 | すれ違う運命   | 第55話 | 愛する人のため |
| 第16話 | 初めてのケンカ | 第36話 | 突然の再会     | 第56話 | 私の生きる道   |
| 第17話 | 誕生日の再会   | 第37話 | 本当に好きな人 | 第57話 | 母の最後の笑顔 |
| 第18話 | 私を捨てた理由 | 第38話 | 3年前の誤解    | 第58話 | 母からの贈り物 |
| 第19話 | 2人のお母さん  | 第39話 | 二度目の告白   | 第59話 | 思い出の宝物   |
| 第20話 | 涙の初キス…    | 第40話 | 雪の日の約束   | 最終話 | 初恋の結末     |

## ロケーション
- エンジェルロード（香川県小豆郡）
- 大部港（香川県小豆郡）
- 香川県小豆郡土庄町　
  - ドラマでは美波と海司が幼少期をすごした場所という設定になっている。
- フェリーひなせ（瀬戸内観光汽船）
- 小豆島グランドホテル水明（香川県小豆郡）
- 二十四の瞳映画村（香川県小豆郡）
  - ドラマでは小学校として使用された。
- 男木島灯台（香川県高松市）
  - 小豆島の海岸に見立てている。
- 高松市街
  - 丸亀町商店街
  - 高松城
- 千葉県館山市布良（めら）
  - ドラマ全般にわたり、小豆島に見立てて館山市布良が数多く登場する。兼松家も塚越家もここにある。
  - ロケに使用された塚越家は、2021年12月火災に見舞われ全焼した。
  - 2019年9月に台風15号の接近により甚大な被害を受けた。ドラマの中でよく登場する神社も被災している。
- 東京都福生市
- 福生市立中央図書館は、美波が美大を卒業後に勤務した場所でドラマの中ではあおば図書館の設定である。

## 関連商品

### DVD
発売元：TBS 販売元：TCエンタテインメント株式会社
- ラブレター DVD-BOX1（2009年2月18日発売、第1話-第20話収録）

本編480分＋特典映像17分
特典映像 製作記者発表 鈴木亜美インタビュー ノンクレジットタイトルバック1・2
- ラブレター DVD-BOX2（2009年3月18日発売、第21話-第40話収録）

本編480分＋特典映像13分
特典映像 製作発表用ダイジェスト ノンクレジットタイトルバック3
- ラブレター DVD-BOX3（2009年4月22日発売、第41話-最終話収録）

本編477分＋特典映像30分
特典映像 音が見える絵本「サルくんとブタさん」(朗読 鈴木亜美) クランクアップ集
初回生産限定特典としてDVD-BOX3には高校時代に美波が海司に贈った絵本のミニチュア版が付く。

### 書籍
- ラブレター（藤井清美、渡辺啓、松田裕子 共著、2009年2月20日発売、汐文社 ISBN 9784811385891）

ドラマのノベライズ版。内容はドラマと同じだが、おもに小学生時代から中高生時代が中心となっており、一部のエピソードは割愛されている。
- サルくんとブタさん（さく・え たどころみなみ 2009年3月26日発売、汐文社 ISBN 9784811385938）

本編で美波が出版した絵本。美波と海司の実際のやりとりを基に、耳の聞こえないブタさんにサルくんがいろんな音を見せる内容で、登場するサルくんとブタさんは海司と美波がそれぞれモデルになっている。「音が見える絵本」として出版された絵本は、高校時代に美波が海司に贈った同タイトルの手作りの絵本とは一部内容が異なる。当初、発売の予定はなかったが、視聴者からの要望に応える形で急遽発売が決定した。

## その他
- 中・高生時代の美波を演じた山下リオは、当時、出身の徳島市から本格上京する前で出身に近い四国の小豆島のロケにリラックスして臨めたとのこと。また、聴覚障害を持つ美波はくしくも山下が女優を志すきっかけとなった『オレンジデイズ』の萩尾沙絵（演・柴咲コウ）と同じ役柄だった[4]。
- 最終話を目前に控えた2009年2月18日、美波役の鈴木亜美が最終話でウェディングドレス姿を披露するという内容の記事[5]が写真付きでヤフーなどのニューストピックスに配信された。この他、TBS系の情報番組『ピンポン!』『2時っチャオ!』の中でも同様のニュースがVTRで紹介されたり、ドラマのスタッフが公式ブログの中でそれについてに軽く触れながらも、結末の行方については濁した書き込みを行った[6]。これらに対し、ネタバレになりかねないニュースを最終話直前のタイミングで記事にしたり、放送するのはどうかと公式サイト内の掲示板や当該記事のニューストピックスのコメント欄に視聴者から非難の声が多数寄せられた。
- 兼松裕一役の布川敏和は「僕の宝であり、僕の代表作になった」と断言する程に本作品に惚れ込み、撮影が開始された2008年9月から放送が終了した2009年2月に掛け、自身の公式ブログ[7]でオフショット写真やスチル写真を交え、本作品に関する記事を頻繁にアップしている。2009年2月10日には663,559アクセスを記録するなど、公式サイトを凌ぐ勢いでファンの集いの場所となっていた。